# فرانچسکو کلمنته
فرانچسکو کلمنته (انگلیسی: Francesco Clemente؛ زادهٔ ۲۳ مارس ۱۹۵۲) یک نقاش اهل ایتالیا است.
شاخص ترین چهره اکسپرسیونیم نوین است.
او شاخصترین چهره اکسپرسیونیست نوین است .